# محمدتقی‌خان بختیاری
محمدتقی خان بختیاری از سران ایل بختیاری در دوران قاجار بود. وی در دورهٔ مصادف با سلطنت محمدشاه قاجار، بین سال‌های ۱۸۳۰ تا ۱۸۴۵ میلادی برابر با ۱۲۲۶ تا ۱۲۵۷ قمری، ایلخانی بختیاری را برعهده داشت.

## پیشینه و تاریخ خانوادگی
محمدتقی خان، فرزند علی خان، نوه حبیب‌الله خان، نبیره رشید خان و نتیجه زمان خان کیان‌ارثی بود. اجداد محمدتقی خان از سران ایل بختیاری بودند و در دوره صفویه دارای جایگاه و مقام در دربار شاهان صفوی بوده‌اند. زمان خان، جد چهارم محمدتقی خان، از سرداران نظامی ایران در اواخر دوره صفویه و اوایل دوره افشاریه محسوب می‌شد.
رشید خان فرزند زمان خان، از جمله سرداران سپاه نادرشاه بود. پس از درگذشت نادرشاه و تصرف کلات نادری، گزارش‌هایی مبنی بر دسترسی او به بخشی از خزائن نادرشاه و عزیمت وی به منطقه بختیاری وجود دارد. مادر رشید خان، خواهر علی‌مردان خان مختارالدوله چهارلنگ بود، که پس از مرگ نادرشاه در منازعات قدرت در ایران نقش داشت. طایفه کیان ارثی در آن دوره، ییلاق خود را در منطقه فریدن اصفهان و قشلاق را در اندیکا خوزستان سپری می‌کرد؛ اما به دنبال اختلافاتی که احتمالاً بین رشید خان و علی‌مردان خان چهارلنگ ایجاد شد، این طایفه به مناطق ایذه، هلایگان و قلعه‌تل مهاجرت کرد و قشلاق آن‌ها به جانکی گرمسیر تغییر یافت.

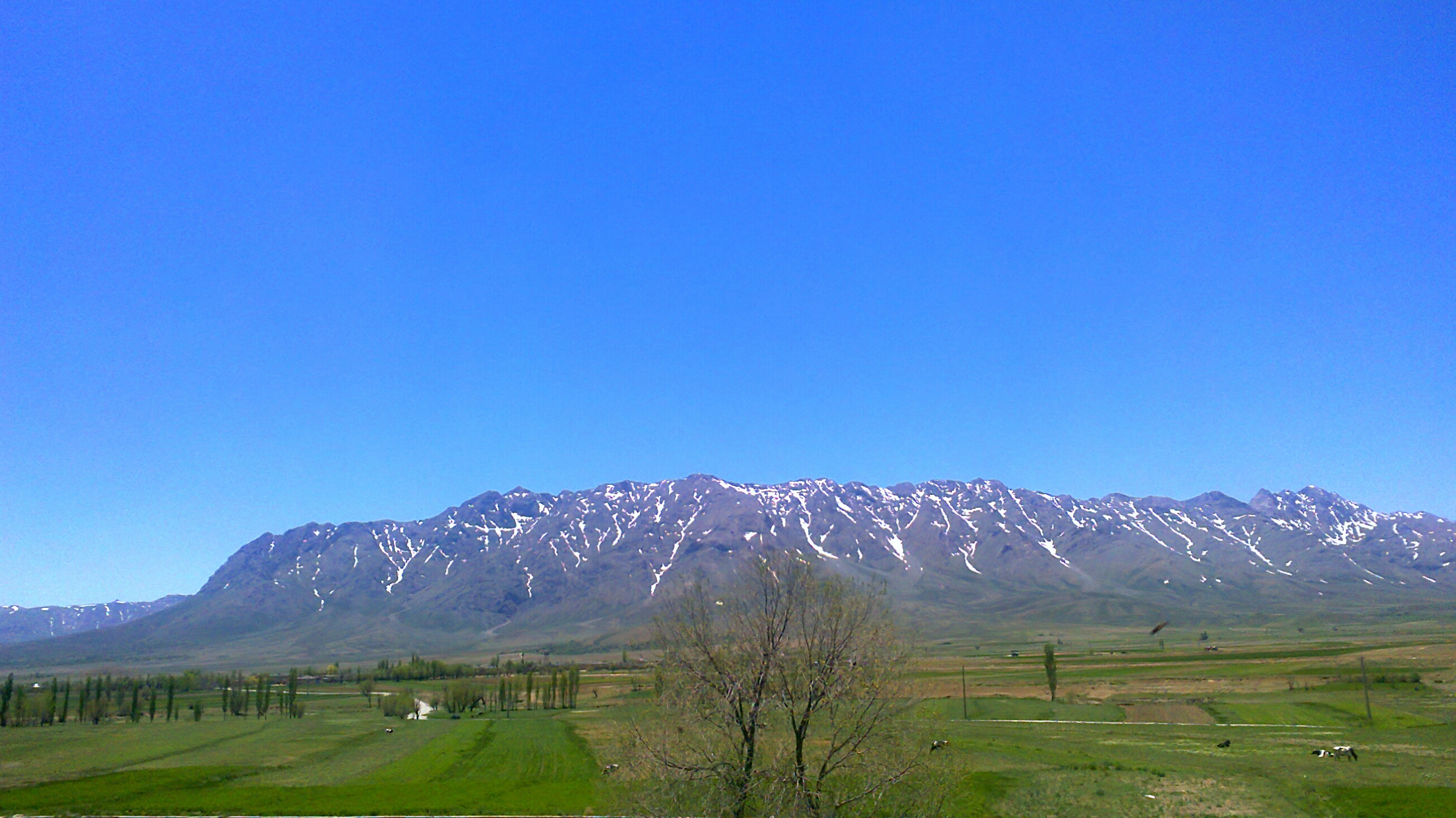
نمای دشتی از منطقه فریدن اصفهان؛ جایی که از زمان علی خان محل زندگی کیان‌ارثی‌ها بود

حبیب‌الله خان پسر رشید خان، از سرداران نیروهای بختیاری بود که در تقابل با نیروهای آقامحمدخان قاجار قرار داشت. او در نبرد کهیز در منطقه تیران و کرون که میان نیروهای قاجار و بختیاری رخ داد حضور داشت. پس از عقب‌نشینی برخی طوایف بختیاری که گفته می‌شود از سوی آقامحمدخان تطمیع شده بودند، حبیب‌الله خان تا پایان نبرد مقاومت کرد و در نهایت اسیر شد. با شفاعت چراغ خان احمد محمدی بابادی، او مورد عفو آقامحمدخان قرار گرفت و آزاد شد. بر اساس برخی منابع داخلی ایل بختیاری، پس از آزادی، ریاست طوایف چهارلنگ به او واگذار گردید. پس از نبرد کهیز، حبیب‌الله خان به دربار قاجار نزدیک شد و دخترش بی‌بی زینب به عقد فتحعلی‌شاه قاجار که در آن زمان ولیعهد بود درآمد. این ازدواج منجر به تولد یک پسر به نام محمدتقی حسام‌السلطنه (حاکم بعدی لرستان و بختیاری) و یک دختر به نام مریم خانم (همسر الله‌یار خان آصف‌الدوله و مادر حسن‌خان سالار) شد.
پس از حبیب‌الله خان، پسرش علی خان عهده‌دار زمام‌داری طوایف کیانرسی و طَوایف وابسته به آن شد. او با استفاده از نسبت خویشاوندی با حکومت قاجاریه و لیاقت شخصی خود به قدرت فراوانی دست یافت. این قدرت زیاد علی‌خان سرانجام باعث حساسیت فتحعلی‌شاه قاجار شد و سرانجام با بدگویی و تحریک فتحعلی خان کیانرسی پسر علی‌مردان خان کوچک پسر زمان خان، شاه قاجار فرمان عزل علی‌خان و کور کردنش با میل را صادر کرد و مقام حکومت طوایف چهارلنگ به حسن خان پسر فتحعلی خان کیانرسی سپرده شد.
پس از کور کردن علی خان، او و فرزندانش در یکی از روستاهای منطقه فریدن گوشه‌نشین شدند. بعدها در زمان به قدرت رسیدن محمدتقی خان همراه پسرش بود و احتمالاً بعد از سال ۱۳۴۵ قمری فوت نمود.

## اوایل زندگی
محمدتقی خان بختیاری در سال ۱۲۰۸ قمری در سرزمین بختیاری به دنیا آمد. او در سن هجده سالگی موفق به گرفتن تقاص پدر خود شد و حسن خان را کشت. محمدتقی خان پس از کشتن حسن خان با دختر او ازدواج کرد تا به اختلاف و دشمنی او و خانواده حسن خان پایان دهد. پس از قتل حسن خان، حکومت قاجار ریاست طوایف چهارلنگ را به فتحعلی خان، برادر حسن خان سپرد که وی نیز توسط محمد تقی‌خان به قتل رسید. محمدتقی خان با سیاست، نفوذ خود را در بین طوایف بختیاری گسترش داد و اغلب طوایف بختیاری را یکپارچه نموده و ریاست شاخهٔ چهارلنگ و هفت‌لنگ و جانکی سردسیر را در اختیار گرفت؛ سپس با پیوستن طوایفی از دورکی و بهداروند، ایلخانی تمامی طوایف بختیاری را به دست گرفت.

## ایلخانی بختیاری

تصوری از قلعه‌تل که محمدتقی خان آنجا را پایتخت و مرکز حکومت خود کرده بود.

راهبرد محمدتقی خان برای گسترش نفوذ و قلمرو خود، ازدواج و پیوندهای خویشاوندی با سران قبایل و طوایف دیگر بود که از جملهٔ آن‌ها، وصلت با نامدار خان منجزی و خلیل خان بویراحمدی و شفیع خان باورصاد سهونی بود. محمدتقی خان پس از کمک به میرزا قوام‌الدین طباطبایی بهبهانی معروف به میرزا قوما، حکمران بهبهان در برابر والی شیراز صاحب اختیار مناطقی از خوزستان شد. او حتی برخی از ایلات و طوایف لرستان را نیز زیر سلطهٔ خود گرفت؛ چنان‌که یکی از رؤسای طوایف لر ساکن لرستان معروف به توشمال خان، با او همراهی می‌کرد. از سوی دیگر، محمدتقی خان با شیخ ثامر کعبی رئیس قبیله بنی کعب، رابطه دوستی برقرار کرد و از او پشتیبانی نمود و هنگامی که خرمشهر مورد هجوم امپراتوری عثمانی و رقیب‌های شیخ ثامر قرار گرفت، نیرویی به فرماندهی محمدشفیع خان باورصاد و کاید اسماعیل مکوند را به کمک او فرستاد که به پیروزی دست یافته و ارتش عثمانی و اعراب هوادار عثمانی را از خرمشهر بیرون کردند.
محمدتقی خان پس از استحکام قدرت خود در منطقهٔ بختیاری، در سال ۱۲۴۹ قمری، سلسلهٔ حرکت‌ها و مبارزات خود را علیه حکومت قاجار در کوه‌های بختیاری و دشت‌های خوزستان آغاز کرد که تا سال ۱۲۵۷ قمری ادامه داشت. وی در سال ۱۲۴۹ قمری، ابتدا ۲۰ هزار تومان مالیات اصفهان را که به تهران می‌رفت، در بنه قهرود نطنز تصرف کرد. محمدتقی خان در همان سال، با همراهی ۸ هزار نفر، شوشتر را محاصره کرد و در پی گریختن اسدالله میرزا، حاکم وقت شوشتر و پسر محمدعلی دولتشاه، شهر را به تصرف درآورد. سپس دزفول، رامهرمز و بهبهان را نیز یکی پس از دیگری، به تصرف خود درآورد. سپس به فارس لشکرکشی کرد و با کمک ولی خان ممسنی و جمال خان دشتی، شمال فارس و کهگیلویه و بویراحمد و بخش‌هایی از لرستان را نیز تصرف نمود.
فتحعلی‌شاه که از قدرت‌گیری محمدتقی خان بیمناک شده بود، در روز سوم جمادی‌الاول ۱۲۵۰ قمری، تهران را به مقصد اصفهان ترک کرد و در روز چهاردهم جمادی‌الثانی وارد اصفهان شد و بلافاصله به حسین‌علی میرزا فرمانفرما حاکم فارس و حسینعلی میرزا شجاع السلطنه حاکم کرمان، دستور داد تا با قشون تحت فرماندهی خود به او بپیوندند و از سوی دیگر محمدتقی میرزا حسام‌السلطنه حاکم بروجرد و سلطان محمد میرزا سیف الدوله حاکم اصفهان نیز خود را آمادهٔ مقابله با خان بختیاری کردند؛ اما اجل به شاه قاجار مهلت نداد و در ۱۹ جمادی‌الثانی و به قولی دیگر در رجب سال ۱۲۵۰ قمری درگذشت.

### اقدامات محمدتقی خان

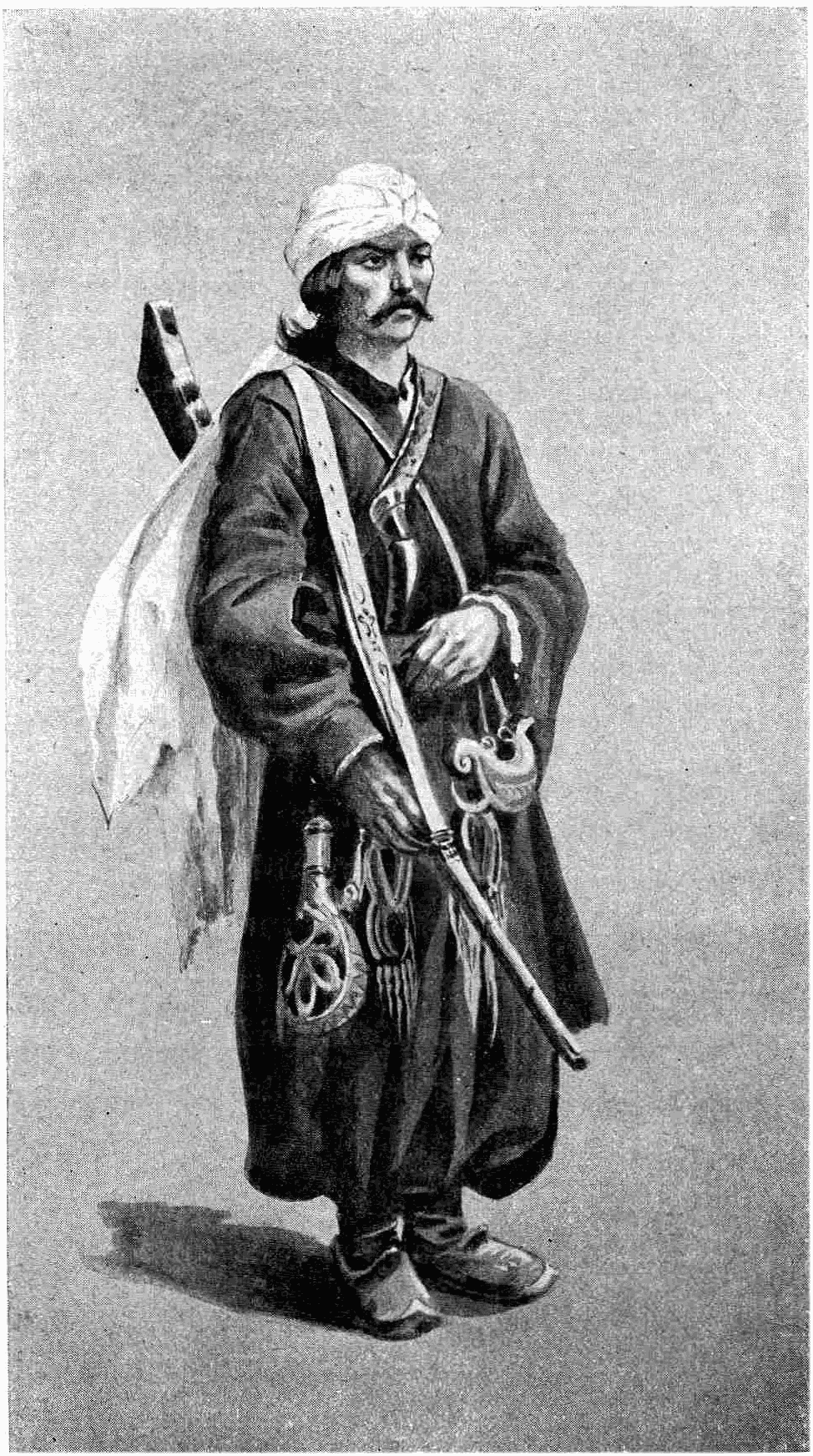
نگاره‌ای از یک مرد بختیاری در سده ۱۹ اثر الیزه رکلو

محمدتقی خان به عنوان ایلخان بختیاری، اندیشه و افکاری نو و مترقیانه داشت و صادقانه طالب پیشرفت و ترقی طوایف بختیاری بود. او برای تحقق آرمانهایش دست به اقداماتی زد که مهم‌ترین آن‌ها عبارت‌اند از:
تشکیل کنفدراسیون ایلی
وی معتقد بود با تشکیل یک کنفدراسیون ایلی متحد که طوایف خطهٔ جنوب از کرانه‌های شمالی خلیج فارس تا دشت خوزستان، اروند رود و کوهستان‌های بختیاری را در بر می‌گرفت، می‌توانست امنیت و آرامش را در این منطقه برقرار کند و با رونق تجارت و فعالیت‌های اقتصادی، اسباب پیشرفت و ترقی اهالی منطقه را فراهم سازد و از یک سو می‌توانست با استبداد و زورگویی شاهان قاجار و عمال آن‌ها به مقابله بپردازد.
جمع‌آوری مالیات بر اساس وضع اقتصادی طوایف و میزان برداشت محصول و حاصلخیزی اراضی
محمدتقی خان به همین دلیل حاضر نبود تن به مالیات‌های سنگینی که دربار قاجار وضع می‌کرد بدهد و طوایف حوزه حکمرانی خود را که توان پرداخت مالیات وضع شده را نداشتند، تحت فشار قرار دهد. دفاع از حقوق مردم برایش چنان مهم بود که حاضر بود دولت وی را یاغی و متمرد اعلام کند ولی به مردم فشار نیاورد.
اسکان عشایر
وی اعتقاد داشت یکی از زمینه‌هایی که می‌توانست باعث پیشرفت و ترقی و قدرت طوایف بختیاری گردد، اسکان آن‌ها و اشتغال به کارهای کشاورزی و تجارت بود.
برقراری امنیت و منسوخ کردن دزدی و راهزنی
لایارد در این باره می‌نویسد: «او میل داشت که امکاناتی فراهم شود تا باب تجارت را با دنیای خارج باز نموده و صلح و آرامش را در میان قبایل صحرانشین برقرار سازد.»
اصلاح نژاد دامها به ویژه اسب
او تعدادی از بهترین اسب‌های نژاد عربی را خریداری کرده و در اصطبل نگهداری و پرورش می‌داد.
برقراری مبادلات تجاری حتی با خارج از کشور از جمله هندوستان
لایارد در این باره نیز می‌نویسد: «وی حاضر است جاده‌ای جهت حمل‌ونقل مال‌التجاره و محمولات بازرگانی خارجی در محدودهٔ تحت نفوذش که در آن موقع منطقهٔ وسیعی از بالاترین کرانه‌های خلیج فارس و سراسر دشت خوزستان تا کناره‌های شط‌العرب را در بر می‌گرفت، احداث نماید و امنیت این شاهراه را نیز تضمین نماید و محمدتقی خان همچنین از من خواست تا تجار و بازرگانان انگلیسی را تشویق نمایم تا با مردم بختیاری و حوزه حکمرانیش داد و ستد و تجارت نمایند و تقبل کرد که حفظ جان نمایندگی‌ها و امنیت حمل‌ونقل مال‌التجاره‌ها را شخصاً بر عهده خواهد گرفت.»

## جنگ با دولت قاجار
پس از درگذشت فتحعلی‌شاه، محمدشاه بر تخت سلطنت قاجار نشست. اولین اقدام محمدتقی خان پس از تاجگذاری پادشاه جدید، مأمور کردن محمدشفیع خان باورصاد به منظور تصرف راه‌های فارس تا کاشان و ضبط مالیات دیوانی بود. محمدشاه در سال ۱۲۵۲ قمری، برادر کوچک خود بهرام میرزا را که حاکمیت کرمانشاه، لرستان و خوزستان را برعهده داشت، برای سرکوب نمودن محمدتقی خان با ۵ هزار نیروی نظامی سواره و پیاده و ۶ عراده توپ راهی خوزستان و بختیاری نمود. بهرام میرزا، میرزا علی امین‌آبادی را جهت گفتگو به قلعهٔ تل فرستاد و خود به شوشتر و دزفول بازگشت؛ اما گفتگوها به جایی نرسید و مجبور گردید دوباره با سپاهش عازم سرکوبی محمدتقی خان شود. محمدتقی خان نیز قلعهٔ تل را رها کرد در کوه «منگشت» در دژ معروف آن پناه گرفت. بهرام میرزا چون نتوانست کاری از پیش ببرد با صوابدید میرزا موسی و راولینسون انگلیسی، با خان بختیاری مصالحه کرد. او یک قبضه شمشیر جواهرنشان و خلعت به محمدتقی خان اهدا کرد و قول داد که از حمایت دولت ایران نیز بهره‌مند گردد و خان بختیاری هم تعهد داد تا خواسته‌های دولت قاجار را انجام دهد. شاهزاده پس از چند روز که مهمان خان بختیاری بود، به شوشتر بازگشت.

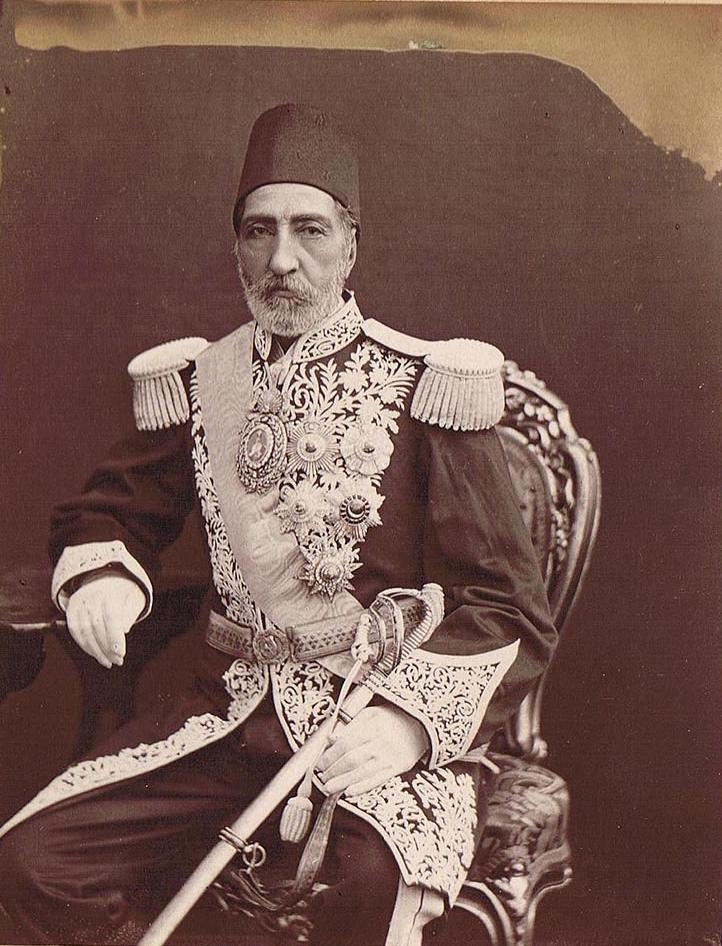
تصویری از سلطان‌مراد میرزا حسام‌السلطنه

در سال ۱۲۵۳ قمری دوباره کشمکش و اختلافات شروع گردید. در این سال محمدشاه قاجار برای سرکوبی معترضان در شهر هرات حرکت کرد. برای اینکه از ناحیهٔ جنوب و جنوب غرب آسیب ندیده و غافلگیر نشود، به سلطان‌مراد میرزا حسام‌السلطنه دستور داد تا با قوای تحت امر خود از راه اصفهان به خوزستان و از آنجا به سواحل خلیج فارس رفته و در خطهٔ جنوبی مراقب حرکات انگلیسی‌ها باشد و قدرت‌گیری محمدتقی خان را دفع کند. سلطان‌مراد میرزا با ۶ هزار نیروی جنگی به منطقه چمن گندمان وارد شد. منصور خان فراهانی سرتیپ فوج فراهان، کمره و گلپایگان، علی خان قره‌گوزلو سرتیپ فوج همدان، آقاخان سرهنگ گلپایگانی و زین‌العابدین خان شاهسون، با ۷۰۰ سوار و اسماعیل خان نایب توپخانه، با ۳ عراده توپ و جماعت خزل با ۴۵۰ نفر به او پیوستند.
طی ۲ ماه اقامت حسام‌السلطنه، طوایف هفت‌لنگی که از فرمان‌های حکومت سرپیچی کرده بودند، مطیع و متعهد به پرداخت مالیات و حفاظت از راه‌ها کرد و تعدادی از آن‌ها را نیز به گروگان گرفت و سپس، رهسپار جانکی سردسیر شد. شاهرخ خان، حاکم جانکی در کوه‌ها پناه گرفت، ولی با مذاکراتی که انجام داد پس از گذشت ۳ ماه، تسلیم شاهزاده قاجار گردید و بار دیگر حکومت جانکی به او سپرده شد و حتی پسرش ملازم شاهزاده شد. پس از آن شاهزاده آهنگ تصرف ایذه و خوزستان را کرد و با پشت سر گذاشتن مناطق صعب‌العبور وارد دشت مالمیر شد. سپس در ساحل رودخانه کارون، در کنار پل شالو مستقر گردید. نیروهای محمدتقی خان نیز در آن سوی رودخانه آمادهٔ نبرد بودند. دو طرف طی چند روز گاهی چند گلوله توپ به سوی یکدیگر شلیک می‌کردند؛ اما عاقبت پس از ۱۵ روز جنگ بی‌نتیجه، از در آشتی درآمدند و شاهزاده وارد دشت ایذه شد و به مدت ۱۰ روز در آنجا توقف کرد.
محمدتقی خان برادر خود علی‌نقی خان و فرزند خود را با آذوقه و علوفه، به رسم هدیه نزد شاهزاده قاجار فرستاد؛ اما شاهزاده اصرار داشت اگر می‌خواهد یک‌باره این جنگ و کشمکش خاموش گردد، باید خودش به نزد او بیاید. محمدتقی خان که با پافشاری شاهزاده روبرو گشت، به منوچهرخان معتمدالدوله که با او پیمان بسته بود متوسل شد. معتمدالدوله نیز آقا سید عبدالحسین شوشتری را با شفاعت و وساطت نزد شاهزاده فرستاد و از او خواهش کرد تا از اخذ و قید او درگذرد. با راضی شدن شاهزاده، سید شوشتری موفق گردید بین آن‌ها مسئله برقرار کند، شاهزاده نیز در محرم ۱۲۵۴ قمری به دعوت معتمدالدوله به شوشتر رفت و خان‌های بختیاری را گروگان به او سپرد و از آنجا روانهٔ شیراز گردید.

## سقوط
بر اساس اسناد موجود در فاصله سال‌های ۱۲۵۴ تا ۱۲۵۷ قمری، بین محمدتقی خان و حکومت قاجار رابطهٔ آرامی برقرار بود و حتی محمدشاه قاجار در نامه‌های خود به منوچهرخان معتمدالدوله، از محمدتقی خان تمجید می‌کرد؛ اما در سال ۱۲۵۷ قمری، مجدداً اختلاف محمدتقی خان با دربار قاجار بالا گرفت. دلیل این تنش‌ها این بود که محمد شاه، معتمدالدوله و هیئتی را جهت اخذ مالیات به بختیاری اعزام کرده و از خان بختیاری تقاضای پرداخت تمامی مالیات‌های عقب افتاده را نمود. مالیات مورد نظر مبلغ ۱۰ هزار تومان بود که ۳ هزار تومان آن به خزانه شاه واریز می‌گردید؛ ولی محمدتقی خان توانایی پرداخت چنین مبلغی را نداشت و نمی‌خواست طوایف بختیاری زیر نظر خود را برای پرداخت چنین مالیاتی تحت فشار قرار دهد. لذا سعی می‌کرد با گذراندن وقت و هر طریقی که ممکن بود، پرداخت مالیات را به تأخیر بیندازد. معتمدالدوله که از این تأخیر محمدتقی خان در پرداخت مالیات عقب افتاده خشمگین شده بود، از وی نزد محمدشاه شکایت کرد و او را متهم به داشتن رابطه با شاهزادگان فراری ایران (یعنی رضاقلی میرزا و تیمور میرزا) در بغداد نموده و یاغی‌گری و تمرد و عدم پرداخت مالیات به دولت را به تحریک شاهزادگان فراری دانست. علی نقی‌خان که به عنوان گروگان در تهران به سر می‌برد، این موضوع را به اطلاع محمد تقی‌خان رساند.

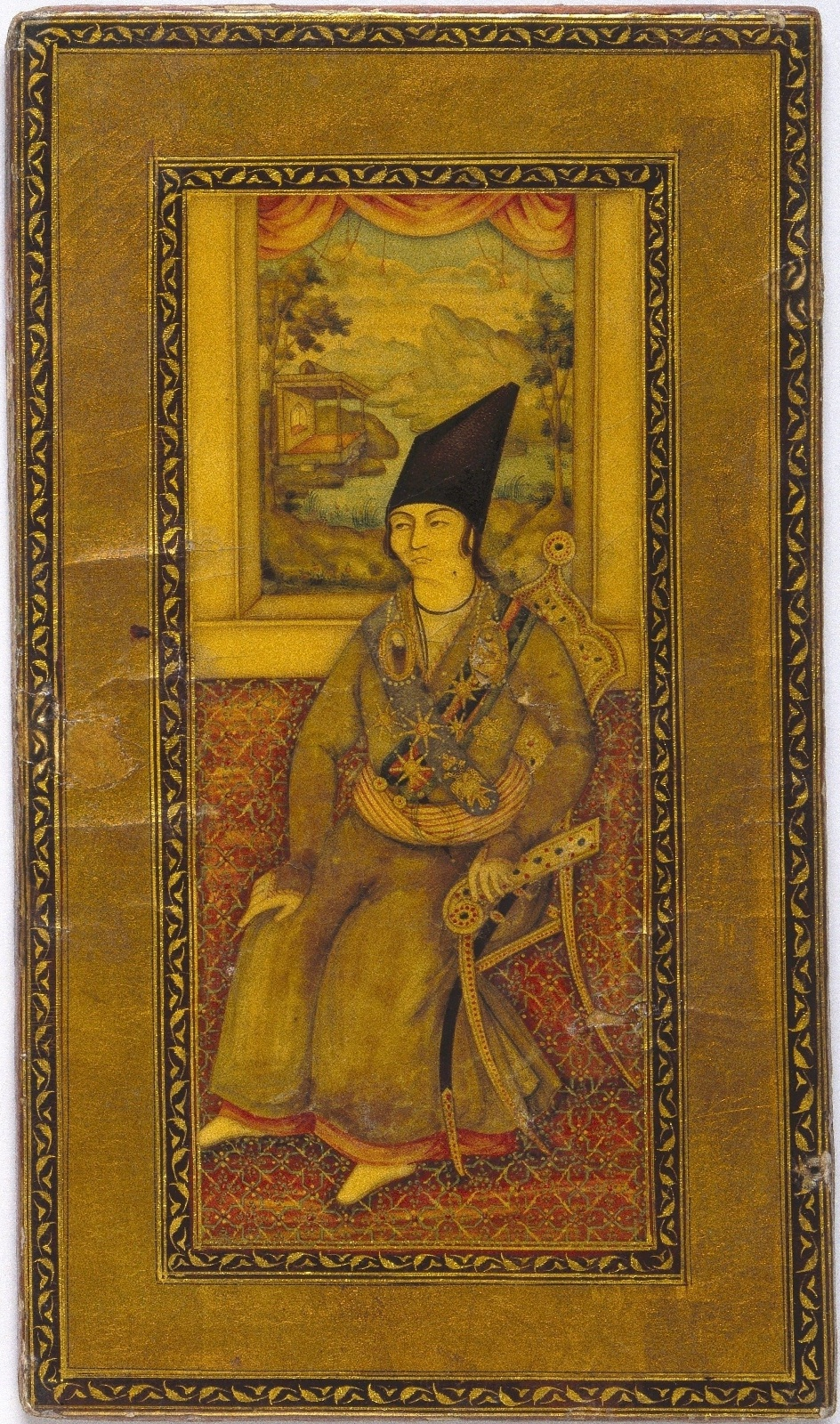
نگاره‌ای از منوچهرخان معتمدالدوله

معتمدالدوله پس از اخذ نظر شاه، به همراه فوج خوی و فوج ششم تبریز، فوج لرستان، تفنگ چی گلبادی مازندرانی، سوار بختیاری و لرستانی و سپاهی که تحت فرمان سلیمان خان ارمنی بود با ۶ عراده توپ، برای سرکوب محمدتقی خان حرکت کرد. در همین هنگام طوایف بختیاری مخالف با محمدتقی خان، به فرماندهی کلبعلی خان دورکی و پسرش ابدال خان، جعفرقلی خان بهداروند، موسی خان بابادی، علیرضا خان کیانرسی و خواجه‌عباس خان موگویی نیز به اردوی معتمدالدوله پیوستند. محمدتقی خان پس از رایزنی با مشاورانش، با آن که می‌توانست به راحتی قشون معتمدالدوله را در کوهساران بختیاری شکست دهد، صلاح را در آن دید که یاغی دولت معرفی نگردد و به شفیع خان سهونی مأموریت داد تا مالیات را از عشایر جمع‌آوری کرده و در نهایت اجازه داد تا معتمدالدوله از کوه‌های بختیاری عبور کرده و وارد دشت ایذه شود.
از طرفی در همین زمان، مناقشه بین دولت ایران و انگلیس بر سر مسئله هرات بالا گرفته بود و انگلیسی‌ها جزیره خارگ را به تصرف درآورده بودند. محمدتقی خان مایل بود چنانچه جنگی بین انگلیس و ایران واقع شود، از فرصت استفاده کرده و استقلال سرزمین خود را اعلام نماید. او مایل بود که با فرمانده انگلیسی ساخلو خارک، تماس حاصل کند تا بداند آیا در صورت بروز جنگ، انگلیسی‌ها به او کمک خواهند کرد و آیا با عقد یک قرارداد در مقابل شاه از وی حمایت می‌نمایند و پس از پایان جنگ او را به عنوان حکمران مستقل خوزستان می‌شناسند یا خیر؟ برای این مقصود، سر اوستین لایارد را که مورد اعتمادش بود، روانه جزیره خارک کرد. وی پس از طرح پیشنهاد محمد تقی‌خان با پاسخ کلنل «هِنِل» مواجه شد که گفت: «جنگ بین ایران و انگلیس پایان یافته است و دولت بریتانیا دیگر از نظر سیاسی نمی‌تواند از خان بختیاری حمایت نماید؛ ولی او می‌تواند برنامه‌های اقتصادی‌اش را به مرحله اجرا درآورد و با تجار و بازرگانان انگلیسی وارد معامله و داد و ستد شود».
خان بختیاری که از کمک انگلیسی‌ها مأیوس شده بود، تصمیم گرفت وفاداری و اطاعت خود را به شاه اعلام کند. او به همراه ۸ هزار سوار و پیاده بختیاری در «دشت مالمیر» به انتظار معتمد نشست. محمدتقی خان در دشت مالمیر از معتمدالدوله به گرمی استقبال و چهل شبانه روز از او و اردوی نظامی‌اش پذیرایی کرد. معتمدالدوله به محمدتقی خان گفت که حاضر است به قرآن سوگند یاد کند که اگر وی مبلغ قابل توجهی به عنوان مالیات عقب مانده بپردازد و نیروهایش را مرخص کند، او نیز بدون هیچ چشم‌داشتی روانه شوشتر می‌شود و خان بختیاری را در مقامش باقی خواهد ماند. محمدتقی خان که اعتمادی به گفته‌های او نداشت، از قبول پیشنهادش خودداری کرد و دریافت که معتمدالدوله قصد حمله به اردوگاهش را دارد. به همین دلیل تصمیم گرفت که پیشدستی کرده به اردوی آنان حمله کند. همه سران بختیاری پذیرفتند؛ اما برادرش علی‌نقی خان قبول نکرد و گفت: حتی اگر در این جنگ پیروز شویم، شاه از ما انتقام خواهد گرفت و این عمل باعث خرابی بختیاری و نابودی محمدتقی خان می‌شود.
با این حال، معتمدالدوله نتوانست کاری از پیش ببرد و قبل از اینکه مورد حمله بختیاری‌ها قرار بگیرد، اعلام کرد حاضر است در ازاء دریافت مبلغ قابل توجهی به عنوان مالیات عقب مانده، روانه شوشتر گردد. با اینکار محمدتقی خان از حمله به اردوی آنان منصرف گردید و در قلعه‌تل دو روز از معتمدالدوله پذیرایی کرد. پنج راس اسب اصیل عربی، دوازده راس قاطر، یک تخته شال کشمیری نفیس و دویست تومان پول نقد به معتمدالدوله پیشکش داد و هدایایی نیز به همراهانش اهدا کرد. معتمدالدوله روانه شوشتر شد و علی‌نقی خان را به همراه خود برد. وقتی اردوی معتمدالدوله از میان طایفه گندزلو عبور می‌کرد، با خدعه شفیع خان و دیگر خان‌های طایفه سهونی را هم دستگیر و با خود به شوشتر بردند. با اینکار دو نفر از مشاوران و نزدیکان محمدتقی خان را اسیر و به وی اعلام جنگ کرد. وقتی معتمدالدوله به شوشتر رسید، محمدتقی خان را به آنجا احضار کرد؛ اما محمدتقی خان پیام فرستاد در صورتی حاضر به ملاقات است که خان‌ها و گروگان‌ها را آزاد کنند. معتمد نیز در مقابل، محمد تقی‌خان را یاغی دولت اعلام کرد. خان بختیاری برای ابزار وفاداری خود، حاضر شد گروگان‌های بیشتری به شوشتر بفرستد. معتمدالدوله که از علاقه محمدتقی خان به پسر بزرگش حسین‌قلی خان مطلع بود، پیشنهاد کرد که او و فرزند برادرش علی‌نقی خان یعنی اسد خان را به عنوان گروگان به شوشتر اعزام کند و هم‌زمان اعلام داشت که به قرآن سوگند می‌خورد اگر خان چنین کند، دست از هرگونه اقدام علیه او برخواهد داشت و به اصفهان مراجعت می‌کند و برای مقصود علی‌نقی خان را روانهٔ قلعه‌تل کرد. محمد تقی‌خان علی‌رغم مخالفت خانواده‌اش فرزندش را به همراه لایارد به شوشتر اعزام کرد.
پس از ورود حسین‌قلی خان به شوشتر، معتمدالدوله به زیر پیمان خود زد و توسط محمدحسین خان پیامی به سوی محمدتقی خان ارسال نمود و گفت اگر تسلیم نشود، گروگان‌ها را به قتل خواهد رساند. محمدتقی خان برادرش محمدکریم خان را نزد معتمد فرستاد تا شاید با مذاکره از جنگ و خون‌ریزی جلوگیری کنند و پیام داد تا چند روزی دیگر در شوشتر به ملاقاتش خواهد آمد؛ اما وقتی آکریم وارد شوشتر گردید، دستگیر و زندانی شد. محمدتقی خان که در شرایط بسیار سختی قرار گرفته بود و بسیاری از سران بختیاری نیز از دور او پراکنده شده بودند، مطابق قولی که به معتمدالدوله داد بود در ۹ مایلی شوشتر اتراق کرد و به وی پیام فرستاد که اگر تضمین دهد که وی را دستگیر نمی‌کند، حاضر است به شوشتر بیاید؛ اما معتمد از دادن هر تضمینی خودداری کرد. علی‌نقی خان پیشنهاد کرد محمدتقی خان به قلعهٔ منگشت یا تنگ چویل که هر دو مواضع بسیار مستحکم کوهستانی و صعب‌العبوری داشتند برود. در همین اوضاع و احوال، حاکم شیراز نیز علیه میرزا قوما طباطبایی بهبهانی، حاکم بهبهان و سایر عشایر کهگیلویه لشکرکشی کرد و مانع از کمک این طوایف به محمدتقی خان شد. محمدتقی خان در این موقع دو راه بیشتر بیشتر نداشت؛ یا با نفراتی که در اختیار داشت در ارتفاعات منگشت پناه بگیرد، یا نزد شیخ ثامر رئیس قبیله بنی‌کعب، که یکی از متحدان وفادار او بود و تابع فرمانروایی نبود، پناهنده گردد. محمدتقی خان راه دوم را در پیش گرفته و به فلاحیه (شادگان) نزد شیخ ثامر رفت. محمدتقی خان با حدود ۴ تا ۵ هزار نفر سوار تفنگ‌دار بختیاری با احشام اموال خود کوچ کرده به طرف فلاحیه روانه شد؛ اما بارندگی‌های پی در پی و طغیان رودخانه‌ها موجب شد بسیاری از آن‌ها نتوانند از رودخانه عبور کنند. سپس محمدتقی خان، ناگریز دستور داد که همراهان به کوهستان بختیاری بازگردند و خود به اتفاق سه تن از متحدین اصلی‌اش ملا محمد خان عالی محمودی دینارونی، قاید اسماعیل مکوندی و ملا فصیح ممبینی و جمعی سواران، به همراه خانواده و بستگان عازم فلاحیه شد.
با خروج محمدتقی خان از منطقه بختیاری هرج و مرج پدید آمد و قلعه‌تل نیز توسط معتمدالدوله تصرف شد و علیرضا خان پسر حسن خان به عنوان حاکم جدید قلعه‌تل و ایلخان بختیاری منصوب شد. معتمدالدوله پیکی نزد شیخ ثامر فرستاد تا محمدتقی خان را تسلیم کند که شیخ ثامر پاسخ منفی داد. معتمدالدوله که نتوانست شیخ ثامر را متقاعد کند تا خان بختیاری را تحویل دهد به سمت فلاحیه لشکرکشی کرد؛ اما شدت گرما و شیوع مالاریا و دشواری‌های دیگر، او را از جنگ منصرف کرد و شفیع خان را نزد شیخ ثامر فرستاد تا برای محمدتقی خان پیغام بفرستد چنانچه خود را تسلیم نکند و به قرارگاهش نیاید، بلافاصله آن سه تن گروگان (پسرش حسین‌قلی خان، برادرزاده‌اش اسدخان و برادرش آکریم) را به قتل خواهد رساند و چنانچه خود را تسلیم کند، از تقصیراتش گذشته و در مقام خود ابقا شده یا حداقل جانش در امان خواهد بود. معتمدالدوله برای جلب اعتماد محمدتقی خان اعلام کرد حاضر است یکی از مجتهدین را به همراه برادرزاده‌اش سلیمان خان نزد وی بفرستد و به دنبال آن، مجتهد شوشتری را به فلاحیه فرستاد که دو روز با محمدتقی خان به مذاکره نشست. پس از پایان مذاکره محمدتقی خان خودش را تسلیم کرد و روانهٔ شوشتر شد. معتمدالدوله به محض دیدن محمدتقی خان بدون توجه به قول و قرارهایی که داده بود دستور داد محمدتقی‌خان را دستگیر و زندانی کنند.
برادران محمدتقی خان که سخت نگران جان او بودند، به همراه اعراب قبیله کعب، تلاش‌های فراوانی برای نجاتش به‌کار بستند. آنها نقشه‌ای برای حمله به اردوی معتمدالدوله کشیدند که معتمدالدوله به آن پی برد و نیروهای خود را در آمادگی کامل نگه داشت و شب هنگام که بختیاری‌ها و عرب‌های وفادار به محمدتقی خان به اردوی او شبیخون زدند، نتوانستند محمدتقی خان مجروح را که در چادر معتمدالدوله شدیداً محافظت می‌شد نجات بدهند و فقط توانستند آکریم برادر محمدتقی خان را نجات دهند. همچنین شفیع‌خان سهونی نیز توانست از اردوگاه فرار کنند. محمدتقی خان پس از مدتی در شوشتر به تهران منتقل شد و پس از ۵ سال یعنی از سال ۱۲۶۰ تا سال ۱۲۶۴ قمری که آخرین سال سلطنت محمدشاه بود، در تهران تحت نظر بود. پس از روی کار آمدن ناصرالدین‌شاه قاجار، پسر محمدشاه، محمدتقی خان به تبریز انتقال یافت و مدت دو سال در آنجا زندانی بود. پس از آن دوباره به تهران بازگردانده شد. تا اینکه در سال ۱۲۶۷ یا ۱۲۶۸ یا ۱۲۷۰ هجری قمری پس از تحمل ۱۰ سال زندان در زندان‌های شوشتر، تهران و تبریز، اردبیل در سن ۶۱ سالگی درگذشت.
محمدکریم خان درحالی‌که قصد داشت به ایل قشقایی برود و از آنان درخواست پناهندگی کند و خانواده محمدتقی خان را به آنجا ببرد، پس از اینکه از دست خلیل خان بهمئی نجات یافت، اسیر سواران علیرضا خان شد و کشته گردید. محمد شفیع خان سهونی در قلمرو ایل دیناران به‌دست سوران معتمد اسیر گردید، علی نقی خان با کمک محمدخان قمه طلا عالی محمودی دینارانی توانستند، شفیع خان را از بند نجات دهند؛ اما علیرضا خان به جنگ آنان رفت و در پای سراک جنگی درگرفت. ملا محمدخان قمه طلا که زخمی کاری بر تن داشت، افت و خیزان خود را به نیزاری رساند، سواران علیرضا خان وی را یافتند، سرش را از تن جدا کردند برای معتمدالدوله فرستادند و نیزار را به آتش کشیدند و جسد ملا محمدخان در آتش سوخت. در جنگ و گریزی دیگر شفیع‌خان نیز کشته شد. در سال ۱۲۵۸ قمری، علی نقی خان به فرهاد میرزا حاکم فارس پناه برد و پس از آن روانه تهران شد.

## یاران و مشاوران
بدون تردید یکی از دلایل موفقیت محمدتقی خان، بهره‌مندی از یاری و نظرات مشاوران لایق و کاردانی بود که همیشه همراه و ملازم وی بودند؛ مهم‌ترین این افراد اشخاص زیر هستند:
- «علی‌نقی خان» برادر محمدتقی خان: که بسیار زیرک، باهوش و کاردان بود، در بین بختیاری‌ها به «سردار» معروف بود و اغلب برای مأموریت‌های دیپلماسی و سیاسی از طرف خان به تهران و اصفهان فرستاده می‌شد. چندین سال در تهران به عنوان گروگان به‌سر برد. برخی معتقدند اگر وی مانع از انجام عملیات نظامی محمدتقی خان ضد معتمد الدوله در کوهستان بختیاری نمی‌شد، هیچگاه محمدتقی خان گرفتار و اسیر معتمدالدوله نمی‌شد.
- «محمدشفیع خان» معروف به شفیع خان رئیس ایل سهونی: ایل سهونی از شاخه‌های مهم شاخه کنورسی چهارلنگ است و شامل سه طایفه حموله، کهیش و باورصاد می‌شود. شفیع خان منصب وزارت محمد تقی خان را داشت مالیات طوایف را او جمع‌آوری می‌کرد و به اختلافات طوایف بختیاری او رسیدگی می‌کرد. شفیع در اکثر نبردهای محمد تقی خان حضور داشته و ماموریت‌های مهمی را از سوی محمد تقی خان به عهده داشت. وی همچنین داماد علی خان کیانرسی پدر محمد تقی خان بود.
- «ملامحمد خان دینارونی» معروف به محمدخان قمه طلا: وی که رئیس ایل دینارون بود به دلیل لیاقت و شجاعت در ایل دیناران از احترام زیادی برخوردار بود سردارظفر بختیاری در کتاب تاریخ بختیاری او را جز افرادی می‌داند که لیاقت ریاست بر بختیاری را داشتند
- «قاید اسماعیل مکوند»: او به دلیل شجاعت و توانایی در فرماندهی جنگ‌ها، در نزد محمدتقی خان از احترام خاصی برخوردار بود.[۳]

## ظاهر و رفتار
سر اوستین لایارد انگلیسی، که در سال ۱۸۴۰ میلادی از نزدیک محمدتقی خان را ملاقات کرده بود، سیمای ظاهری او را چنین توصیف کرده است:
«محمدتقی خان مردی پنجاه ساله، میانه‌بالا و تا اندازه‌ای تنومند بود. او قیافه‌ای موقر و آمرانه و چهره‌ای زیبا و جذاب داشت؛ ولی بینی او که در یکی از جنگ‌ها بر اثر اصابت گلوله دچار شکستگی شده بود تا اندازه‌ای از زیبایی صورت او کاسته بود. همیشه تبسم ملیحی بر لب داشت و هنگام خندیدن شاد و بانشاط بود. دارای صدای خوش و دلنشینی بود. وی ملبس به یک نوع لباس سفر یا نظامی بود که معمولاً رؤسای بختیاری در هنگام مسافرت می‌پوشیدند. یک قبای آستین‌کوتاه تنگ و چسبان تا حد زانو روی خرقهٔ بلند ابریشمی که دامن آن در زیر شلوار گشادش که دارای حاشیهٔ ملیله‌دوزی و روی قوزک پایش بسته بود پنهان شده. دور کلاه بلندش یک لنگ یا شال مخطط پیچیده شده بود. اسلحه‌اش عبارت بود از یک تفنگ با لول بسیار نادر و ممتاز دمشقی که قنداقش به طرز جالبی با طلا و عاج تذهیب‌کاری شده بود، یک شمشیر از بهترین فولادکارهای خراسان با غلافی جوهرنشان، یک خنجر مرصع و گرانبها و یک پیشتاب بلند که به‌طرز استادانه‌ای تزئین کاری شده بود و به «کیس کمر» یا کمربندش آویزان کرده بود. سر و گردن مادیان عربی زیبا و قشنگش با منگوله‌های سرخ و دکمه‌های نقره‌ای آرایش داده شده بود. زین و برگش نیز تذهیب‌کاری شده و در تنگ زین و بغل مادیانش یک شمشیر دیگر آویزان و در طرف مقابل، یک گرز آهنی که معمولاً ایرانی‌ها در جنگ بکار می‌بردند دیده می‌شد. محمدتقی خان از اسلحه و یراق خود بسیار راضی بود. او صاحب یک قیافهٔ اشرافی و رفتار و حرکاتش مانند فئودال‌های بزرگ بود.
محمدتقی خان به علت نبوغ و شخصیت و شهامت فوق‌العاده، خود را از رتبه خانی طایفه کنورسی به رسیاست ایل بزرگ چهار لنگ بختیاری رسانیده بود.»
بر اساس نوشته‌های لایارد، محمدتقی خان از خصوصیات اخلاقی برجسته‌ای برخوردار بود: «وی نبوغ، شخصیت و شهامت فوق‌العاده‌ای داشت … او در میان مردم ایران به همان اندازه معروف بود که در بین عشایر کوه‌نشین بختیاری! همه او را به عنوان رزمنده‌ای بی‌باک، شمشیرزنی ماهر، تیراندازی ممتاز و یک سواکار بی‌همتا می‌شناختند. او همچنین مردی لایق، کاردان و یک کارشناس مطلع در امور عشایر بود. او دشمنان و مخالفان خود را یکی پس از دیگری یا در جنگ یا با خدعه و نیرنگ مغلوب و از پا درآورده بود … باهوش و بی‌نهایت مشتاق و علاقمند به شعر بود. او خواندن و نوشتن نمی‌دانست اما از اندیشه و افکاری نو و مترقی برخوردار بود و در صدد سر و سامان دادن به وضعیت اجتماعی منطقه بختیاری بود … محمدتقی خان شخصاً یک مسلمان به تمام معنا و در مسائل مذهبی بسیار دقیق و سختگیر بود. به دستور او، استعمال مشروبات الکلی در قلعه تل ممنوع بود … از هیئت حاکمهٔ فاسد و رشوه‌خوار ایران و حاکم اصفهان که به‌طور دائم پول از او مطالبه می‌کردند، بسیار آزرده‌خاطر و خشمگین بود.»
لایارد در زمینه ترقی‌خواهی‌های او می‌نویسد: «محمدتقی خان مایل بود که در مورد آداب و سوم و اختراعات اروپا با من وارد بحث و مذاکره شود. او میل داشت که امکاناتی فراهم شود تا باب تجارت را با دنیای خارج باز نموده و صلح و آرامش را در میان قبایل صحرانشین برقرار سازد … طبق معمول هنگامی که در مدخل دروازه در میان رؤسا و ریش‌سفیدان طایفه نشسته بود، از من می‌خواست که در مورد فواید راه‌آهن و سایر اختراعات جدید اروپا و علم هیئت و زمین‌شناسی و غیره به بحث و گفتگو بپردازم.»

## همسر و فرزندان
همسر بزرگ محمدتقی خان، خاتون جان خانم بود. او دختر یکی از خان‌های بزرگ لرستان بود و صاحب مرتبت و احترام بسیاری بوده است. محمدتقی خان از او، صاحب سه فرزند به نام‌های حسین‌قلی خان، مهدی‌قلی خان، رضاقلی خان شده بود. محمدتقی خان علاوه بر او دو همسر دیگر نیز داشت که احترام و مقام آنان به اندازه خاتون جان خانم نبود. یکی از آنها دختر حسن‌خان، عموزاده‌اش بود که در قلعهٔ پدرش زندگی می‌کرد.

## ارزیابی
داراب رئیسی شاعر فقید بختیاری، در وصف دلاوری‌های محمدتقی خان شعر زیر را سروده است:
| نِگه کن به تاریخ این دودمان     |  | پس از آریو برزن پهلوان       |
| که اسکندر و خیل مقدونیان       |  | به زحمت ز دستش ببردند جان    |
| چنان داد درسی به مقدونیان      |  | که شد نام او تا ابد جاودان   |
| نیامد چو او پهلوانی رشید       |  | به‌جز از محمد تقی خان پدید    |
| محمد تقی خان بُود افتخار        |  | برای دلیران این روزگار       |
| چو مادر دهر هرگز نزاد          |  | ندارد چو او بختیاری به یاد   |
| سر بختیاری به کیوان رسید       |  | چو او را به دامان خود پرورید |
| هم‌اکنون سراسر دیار جنوب        |  | دیار پر از افتخارِ جنوب       |
| ز اهواز تا شوشتر و بهبهان      |  | ز سردشت و دزفول تا شادگان    |
| سراسر همه دهدز و مالمیر        |  | بُود جمله فرمانبر آن امیر     |
| به او خطه لر دارد امید         |  | چو باران رحمت ببارد امید     |
| چنین پهلوانی به این فر و جاه   |  | سزاوار تخت است و تاج و کلاه  |
| چرا کلبعلی خان و جعفر قلی      |  | یا پهلوانی چو آ نادعلی       |
| در این رزم سختی که این دادخواه |  | نموده است با والی پادشاه     |
| نکردند با او دمی یاوری؟        |  | به یزدان گذاریم این داوری    |